# Dobro Polje
Dobro Polje (cirill betűkkel Добро Поље) egy falu Szerbiában, a Jablanicai körzetben, Crna Trava községben.

## Népesség
- 1948-ban 421 lakosa volt.
- 1953-ban 370 lakosa volt.
- 1961-ben 358 lakosa volt.
- 1971-ben 200 lakosa volt.
- 1981-ben 104 lakosa volt.
- 1991-ben 45 lakosa volt
- 2002-ben 16 lakosa volt,[1] akik mindannyian szerbek.[2]